# سلطانات منسيات نساء حاكمات في بلاد الإسلام
سلطانات منسيات نساء حاكمات في بلاد الإسلام (بالفرنسية: sultanes oubliées: femmes chefs d'Etat en Islam) هو كتاب لعالمة الاجتماع المغربية فاطمة المرنيسي (1940 – 2015). صدر باللغة الفرنسية سنة 1990. ترجمته فاطمة الزهراء أزريول سنة 2000.
صدرت النسخة العربية عن المركز الثقافي العربي في 288 صفحة. الكتاب يكشف الحجاب عن نماذج من النساء تقلدن مناصب الحكم وكان لهن دور في الحياة السياسية في البلدان الإسلامية 

## اهمية الكتاب
يُعد الكتاب مرجعًا مهمًا في دراسات التاريخ النسائي الإسلامي، والنسوية ما بعد الكولونيالية، ويشكل مساهمة بارزة في تفكيك الأساطير المؤسسة لهيمنة الذكور على المجال السياسي في المجتمعات الإسلامية. كما أنه يفتح بابًا للنقاش حول ضرورة إعادة كتابة التاريخ بشكل أكثر شمولًا وإنصافًا للمرأة.

## الاشكال السوسيولوجي
تتساءل المرنيسي عن الأسباب التي دفعت المؤرخين إلى تجاهل ذكر الحاكمات المسلمات أو التقليل من شأنهن. وتنتقد المنظومة الثقافية والتربوية التي لا تدرج هذه الشخصيات في المقررات الدراسية، مكتفية بسرد "الفتوحات" والمعارك التي خاضها الرجال.
وتعتبر المرنيسي أن مفهوم "النشوز" في اللغة العربية مثال على الرغبة في ضبط إرادة المرأة، إذ يرتبط بالخروج عن طاعة الزوج أو الحاكم، في حين يُقبل ذكاؤها فقط إذا خضع لإرادة ذكورية

## ملخص الكتاب
تتناول فاطمة المرنيسي في هذا الكتاب، مسار العديد من النساء المسلمات اللائي مارسن السلطة بشكل مباشر أو غير مباشر، مسلطة الأضواء الكاشفة على جانب مغمور من التاريخ الإسلامي بفعل الثقافة الذكورية السائدة في المجتمعات العربية والإسلامية.
ومن بين النساء اللواتي ذكرتهن الكاتبة واعتبرت أنهن تركن بصمتهن بارزة رغم تجاهل التاريخ الرسمي لهن:
- السلطانة راضية، التركية الأصل التي مارست الحكم في الهند وعرفت بحنكتها في تدبير شؤون البلاد وقيادة الجيش بشجاعة.
- شجرة الذر، التي عرفت قائدةً عسكريةً.
- عائشة الحرة، المعروفة بالرئيسة المنسية التي قادت انقلابا على زوجها لصالح ابنها، وتؤكد المصادر الاسبانية دورها الكبير ابان سقوط الاندلس.
- الحرة بنت علي الرشيد، المغربية من أصول أندلسية المعروفة بحاكمة تطوان او " القرصانة" التي اقتحمت مجالا صعبا وأصبحت رئيسة القرصان تقول عنها المرنيسي في كتابها: "هذه الحاكمة تمّ تجاهلها من قبل المؤرّخين المسلمين، إلا أنّ المصادر الإسبانية البرتغالية اعتبرت هذه السيدة شريكةً أساسية في اللعبة الديبلوماسية في تلك الفترة".

## محتويات الكتاب
يتضمن الكتاب مقدمة وثلاثة أقسام هي كالتالي:
القسم الأول: سلطانات ومحظيات
- كيف يقال ملكة في الإسلام؟
- الخليفة والسلطانة
- الجواري أو ثورة الحريم
- هل كانت خيزران محظية أم رئيسة دولة

القسم الثاني: السيادة في الإسلام
- معايير السيادة في الإسلام
- السلطانات الخمس عشرة

القسم الثالث: الملكات العربيات
- الدولة الشيعية في اليمن
- ملكات سبأ الصغيرات
- سيدة القاهرة

الخلاصة: المدينة الديموقراطية
لائحة سلسلة الأنساب ص: 317-318

## السلطانات
| السلطانة                                     | البلد              | الحقبة         | مدة الحكم   |
| -------------------------------------------- | ------------------ | -------------- | ----------- |
| السلطانة راضية بنت شمس الدين ايلتتمتش        | الهند              | 634ه           | 4 سنوات     |
| شجرة الدر                                    | مصر                | 648ه           | ثمانون يوما |
| السلطانة كوتلوغ خاتون                        | كرمان في بلاد فارس | 1267           | 26 عام      |
| السلطانة عائشة الحرة                         | المالديف           | 1437م / 1479م، |             |
| السلطانة تاج العالم صفية الدين شاه اندرينا   | اندونسيا،          | 1675م          |             |
| السلطانه خديجة بنت السلطان صلاح الدين البجلي |                    |                |             |
| السلطانة اسماء واروي                         |                    |                |             |

## اقتباسات[7]
"جهلنا بالماضي يستعمل كسلاح ضدنا، لنرد على ذلك ونقرأ الماضي"ص14
"تشكل الذكورة والأصل العربي مقياسين من المقاييس المعتمدة في اختيار الخليفة، وفي حين استثار هذا المقياس الثاني احتجاجا اكتسى صبغة العمق، حيث استشهد آلاف المسلمين من أجل الدفاع عن الفكرة القائلة بأن الخلافة من حق كل مسلم سواء كان عربيا أو أعجميا، لا نجد أحدا احتج ضد مقياس الذكورة، وعلى كل حال فلا أحد جازف بحياته ليثبت بأن مقياس الذكورة المفروض لتحمل مسؤولية الخلافة يمس بمبدأ المساواة التي تشكل أساس الإسلام" ص 32
"وأيا كان وضعنا الراهن، فإن المرأة حسب اعتقادي ليست في حاجة، الأمس واليوم، لتكون كاملة، ورائعة وعجيبة، حتى تتمتع بكل حقوقها، وهذه هي الفكرة التي جعلت النساء يعتقدن بأن عليهن أن يكن استثنائيات، حتى يصبحن متساويات مع الرجل، ويغدو لهن الحق في امتيازاته". ص131.
" وتحاشيا لكل سوء فهم وكل تشويش، فإنه من الطبيعي، في كل مرة أتكلم فيها عن الإسلام دون أي وصف في هذا الكتاب، فإني أقصد فيه الإسلام السياسي، الإسلام كممارسة للسلطة، وأعمال الرجال المدفوعين بمصالحهم، والمشبعين بالأهواء، وهو ما يختلف عن الإسلام- الرسالة؛ الرسالة الإلهية، الإسلام المثالي المدون في القرآن( الكتاب المقدس). وعندما أتكلم عن هذا الأخير فإنني أعبر عنه بالإسلام كرسالة، أو الإسلام الروحي". ص19
" إننا مجبرون أن نعمل على مسرح مزدوج، وفي تقويم مزدوج، وأن نحمل هوية مزدوجة، وأن نكون مواطنين أسيادا هناك ومسلمين طائعين ومؤمنين هنا. إننا مجبرون، من أجل استمرارية الحياة أن نتعلم الرقص على إيقاع مفكك المفاصل لما يمكن تسميته ال" مدينة- ديموقراطية". ص307